# Marin Ion
Marin Ion, altrimenti noto come Ion Marin (Ciorogârla, 25 marzo 1955), è un allenatore di calcio ed ex calciatore rumeno, di ruolo difensore.
Da giocatore ha vinto 7 titoli con la Dinamo Bucarest, club che ha riportato al successo in Romania nel 2002 da allenatore. Sulla panchina dell'Al-Kuwait ha vinto il campionato nazionale 2012 e due Coppa dell'AFC consecutive nel biennio 2012-2013.

## Palmarès

### Giocatore
- Campionato rumeno: 5

Dinamo Bucarest: 1974-1975, 1976-1977, 1981-1982, 1982-1983, 1983-1984
- Coppa di Romania: 2

Dinamo Bucarest: 1981-1982, 1983-1984

### Allenatore

#### Competizioni nazionali
- Coppa di Romania: 1

Petrolul Ploiești: 1994-1995
- Campionato rumeno: 1

Dinamo Bucarest: 2001-2002
- Campionato kuwaitiano: 1

Al-Kuwait: 2012-2013
- Kuwait Super Cup: 1

Al-Qadisiya: 2018
- Kuwait Federation Cup: 1

Al-Qadisiya: 2018-2019

#### Competizioni internazionali
- Coppa dell'AFC: 2

Al-Kuwait: 2012, 2013